# Neolophonotus rufus
Neolophonotus rufus là một loài ruồi trong họ Asilidae. Neolophonotus rufus được Macquart miêu tả năm 1838. Loài này phân bố ở vùng nhiệt đới châu Phi.